# Ingo Rduch
Ingo Rduch (* 6. August 1964 in Herne) ist ein ehemaliger deutscher Eishockeyspieler, der unter anderem für den Herner EV, Duisburger SV und Iserlohner EC in der zweithöchsten deutschen Spielklasse aktiv war.

## Karriere
Ingo Rduch gehörte ab 1981 zur Oberliga-Mannschaft des Herner EV, mit der ihm in der Saison 1982/83 der Aufstieg in die 2. Bundesliga gelang. Der Stürmer blieb bis 1988 bei seinem Heimatverein. Nach dem Abstieg in die Oberliga wechselte er für drei Jahre zum Zweitligisten Duisburger SV. Nachdem er zur Saison 1991/92 nach Herne zurückgekehrt war, qualifizierte er sich mit der Mannschaft im Frühjahr 1994 für die als zweithöchste Spielklasse neu geschaffene 1. Liga. Letzte Station im Profi-Bereich war Ligakonkurrent Iserlohner EC, zu dem er während der Saison 1995/96 wechselte.
Im Jahr 1999 schloss sich Rduch der neu gegründeten ESG Herne an, die mit dem Beinamen Twister in der Landesliga NRW antrat. Mit der Mannschaft gewann er im Jahr 2001 die Landesliga-Meisterschaft und stieg in die Regionalliga auf. Nach einem Jahr in der vierthöchsten Spielklasse beendete er im Jahr 2002 seine Karriere.
Rduch gehört zu den Rekordspielern des Eishockeys in Herne. Im Verlauf seiner Karriere absolvierte er insgesamt 562 Spiele für Herne, in denen er 318 Tore erzielte und 337 Vorlagen beisteuerte.

## Erfolge und Auszeichnungen
- 1983 Aufstieg in die 2. Bundesliga mit dem Herner EV
- 2001 Meister der Landesliga NRW und Aufstieg in die Regionalliga mit den Herne Twister

## Karrierestatistik
(Legende zur Spielerstatistik: Sp oder GP = absolvierte Spiele; T oder G = erzielte Tore; V oder A = erzielte Assists; Pkt oder Pts = erzielte Scorerpunkte; SM oder PIM = erhaltene Strafminuten; +/− = Plus/Minus-Bilanz; PP = erzielte Überzahltore; SH = erzielte Unterzahltore; GW = erzielte Siegtore; 1 Play-downs/Relegation; Kursiv: Statistik nicht vollständig)